# Écouis
Écouis é uma comuna francesa na região administrativa da Normandia, no departamento de Eure. Estende-se por uma área de 12,98 km². Em 2010 a comuna tinha 831 habitantes (densidade: 64 hab./km²).